# Richard Levinge (1er baronnet)
Richard Levinge (2 mai 1656 - 13 juillet 1724) est un homme politique irlandais et un juge. 

## Biographie
Il est député de la Chambre des communes anglaise pour Chester de 1690 à 1695 . En 1692, il est élu membre de la Chambre des communes irlandaise pour Belfast et pour Blessington, mais choisit de siéger pour Blessington. Il occupe ce poste jusqu'en 1695. Durant cette période, il est président de la Chambre des communes irlandaise. Il représente plus tard Longfort Borough de 1698 à septembre 1713 et la ville de Kilkenny de 1713 à novembre 1715 au Parlement irlandais. En 1713, il est également élu pour Gowran, mais choisit de siéger pour Kilkenny . Il est solliciteur général de l’Irlande et juge en chef des Irish Common Pleas . 
Il est créé baronnet de High Park dans le comté de Westmeath, dans le baronnetage d'Irlande, le 26 octobre 1704. Il est de nouveau membre du Parlement de la Grande-Bretagne pour Derby de 1710 à 1711. 